# Satu Nou (gmina Sirețel)
Satu Nou – wieś w Rumunii, w okręgu Jassy, w gminie Sirețel. W 2011 roku liczyła 142 mieszkańców.